# Hirth HM 512
Der Hirth HM 512 ist ein in den 1930er Jahren entwickelter deutscher Flugmotor der in Stuttgart-Zuffenhausen ansässigen Hirth Motoren GmbH.

## Entwicklung
Der HM 512 erschien 1937/1938 als letzter und leistungsstärkster Motor der von Hellmuth Hirth entwickelten 500er-Serie HM 504, HM 506 und HM 508. Der Aufbau dieser Reihe von Antrieben war weitgehend identisch und u. a. durch die Verwendung von Einheitszylindern gleichen Hubraums und einer geteilten Kurbelwelle mit Hirth-Verzahnung geprägt, was die Verwendung gleicher und den Austausch einzelner Komponenten in und zwischen den einzelnen Modellen ermöglichte. Von dem Triebwerk wurden zwei Ausführungen hergestellt: Die A-Version war mit einem Bodenlader und einem vollselbstständigen Sum-Vergaser ausgerüstet, die B-Variante erhielt einen Höhenlader und zwei Pallas-Vergaser mit manueller Einzelhebelbedienung. Der HM 512 stand in direkter Konkurrenz zum im Aufbau ähnlichen As 410 A der Firma Argus. Zwar wies er im Gegensatz zu diesem bei annähernd gleichen Leistungen in Bodennähe ein geringeres Gewicht auf, doch sanken seine Leistungsparameter ab 3000 m um 10 % unter die des Gegenentwurfs. Als Hellmuth Hirth 1938 starb, wurde sein Unternehmen von der Ernst Heinkel AG übernommen, die die Produktion ausschließlich auf Vierzylindermotoren ausrichtete und alle anderen Hirth-Modelle aus dem Programm nahm. Dies alles hatte zur Folge, dass sich der HM 512 nicht gegen den As 410 durchsetzen konnte und es bei einigen wenigen gebauten Exemplaren blieb.

## Aufbau
Der HM 512 ist ein luftgekühlter Zwölfzylinder-Viertakt-V-Motor mit hängend in zwei Sechserreihen im Winkel von 60° zueinander angeordneten Zylindern, Planetengetriebe und, je nach Ausführung, Boden- oder Höhenlader. Das Triebwerk verfügt über eine Frischölschmierung für das Kurbelwellenlager und die Zylinder sowie eine Spritzölschmierung für die restlichen Komponenten, die durch eine Doppelzahnradpumpe und zwei Rückförderpumpen gewährleistet werden. Die Kurbelwelle ist geteilt und mittels Hirth-Verzahnung zusammengesetzt; sie läuft in sechs Rollen- und einem Radiallager. Das Motorgußgehäuse besteht aus vergütetem Elektron. Die Zündung erfolgt durch einen Bosch-Zwillingszünder mit selbsttätiger Zündzeitpunktverstellung und Öldruck-Servogerät. Jeder Zylinder ist mit zwei Zündkerzen und zwei Ventilen versehen und besitzt einen Kopf aus warmfester Leichtmetalllegierung.

## Verwendung
- Dornier Do 212

## Technische Daten
| Kenngröße                     | Daten (Hirth HM 512 A)                | Daten (Hirth HM 512 B)                 |
| ----------------------------- | ------------------------------------- | -------------------------------------- |
| Länge                         | 1,51 m                                | 1,51 m                                 |
| Breite                        | 0,66 m                                | 0,66 m                                 |
| Höhe                          | 0,83 m                                | 0,83 m                                 |
| Bohrung                       | 105 mm                                | 105 mm                                 |
| Hub                           | 115 mm                                | 115 mm                                 |
| Zylinderhubraum               | 1 l                                   | 1 l                                    |
| Gesamthubraum                 | 11,94 l                               | 11,94 l                                |
| Verdichtung                   | 6,0                                   | 6,0                                    |
| Untersetzung (Getriebe)       | 1,5:1                                 | 1,5:1                                  |
| Untersetzung (Lader)          | 1:3,8                                 | 1:9,3                                  |
| Kurzleistung (1 min) am Boden | 400 PS (294 kW) bei 3110/min          | 450 PS (331 kW) bei 3100/min           |
| Beste Kurzleistung            | 360 PS (265 kW) bei 3000/min am Boden | 390 PS (287 kW) bei 3000/min in 2300 m |
| Dauerleistung                 | 300 PS (221 kW) bei 2810/min am Boden | 332 PS (244 kW) bei 2810/min in 3000 m |
| Beste Dauerleistung (30 min)  | 330 PS (243 kW) bei 2910/min am Boden | 360 PS (265 kW) bei 2910/min in 2700 m |
| Trockengewicht                | 270 kg ohne Ausrüstung                | 275 kg ohne Ausrüstung                 |
| Leistungsgewicht              | 0,68 kg/PS                            | k. A.                                  |
| Hubraumleistung               | 33,3 PS/l                             | k. A.                                  |
| Kraftstoffverbrauch           | 64,5 kg/h                             | 83,0 kg/h                              |
| Schmierstoffverbrauch         | 0,9 kg/h bei 300 PS                   | 1,0 kg/h bei 332 PS                    |
| Oktanzahl                     | 87                                    | 87                                     |